# Euryphura bicolor
Euryphura bicolor är en fjärilsart som beskrevs av Van Someren 1939. Euryphura bicolor ingår i släktet Euryphura och familjen praktfjärilar. Inga underarter finns listade i Catalogue of Life.